# Incendios forestales en Bolivia de 2024

Los incendios forestales en Bolivia de 2024 son un conjunto de incendios iniciados en mayo de 2024, hasta octubre del mismo año, principalmente en las regiones de Llanos de Chiquitos y la Amazonía boliviana. Estos han sido considerados los mayores incendios forestales de la historia del país en cuanto a superficie afectada. El 30 de septiembre se decretó desastre nacional debido a los incendios forestales. Se reportó 36.800 focos de calor, una cifra récord, con el 97% concentrado en los departamentos del Beni y Santa Cruz, que se declararon en situación de desastre y en emergencia respectivamente. El ministro de Defensa, Edmundo Novillo, declaró emergencia nacional el 7 de septiembre de 2024. Hasta octubre se reportó que la superficie arrasada por los incendios es de más de 10 millones de hectáreas (ha), compuestos por 58% de bosques y 42% de tierras de vegetación no boscosa. 
"Hay nuevas afectaciones a bosques primarios que requerirán entre 50 a 100 años para reponer las áreas naturales" - Efraín Tinta, investigador de la Fundación Tierra.

## Antecedentes

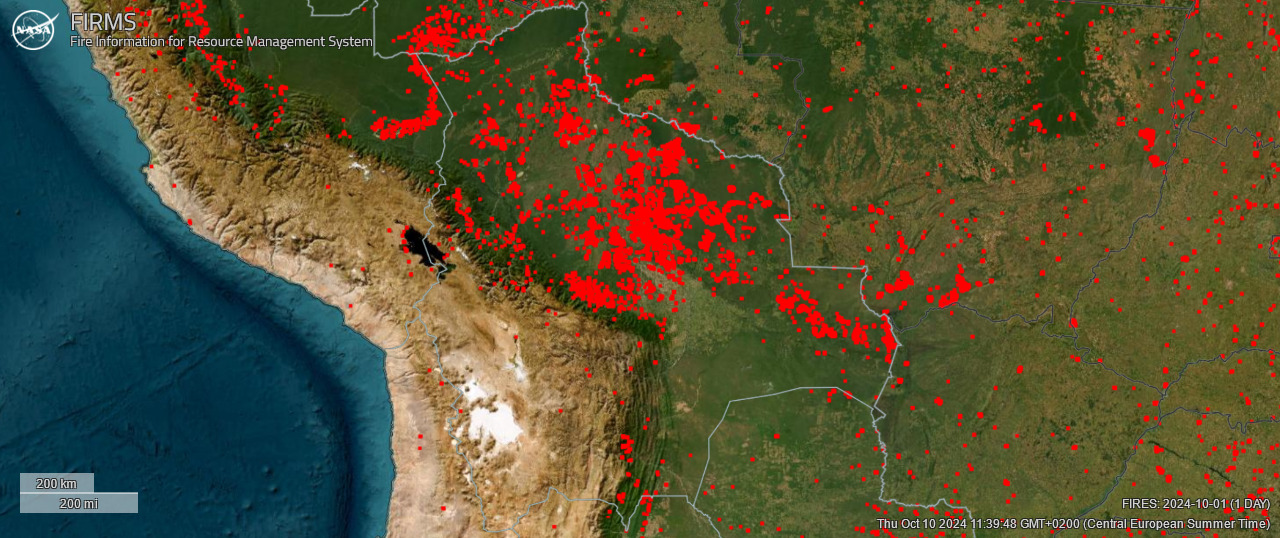
Imagen satelital de Bolivia de principios de octubre, donde los puntos rojos representan incendios o focos de calor activos.

La temporada crítica de incendios en Sudamérica va de agosto a septiembre, pero este año la situación se agravó con un inicio inusualmente temprano en julio, exacerbado por una sequía prolongada, lo que produjo el peor inicio de temporada de incendios en dos décadas.
"Se necesitan políticas públicas de prevención y manejo del fuego para antes, durante y después de los incendios" - Melisa Giorgis, especialista del Conicet.
En Bolivia, es común la práctica del «chaqueo», por definición del Diccionario de americanismos de la ASALE, el «chaqueo» es la práctica de deforestación en un campo, por lo general para ser usado en cultivos o crianza de ganado, la práctica consiste en remover la vegetación de un área para posteriormente quemar esta misma. El «chaqueo» es considerado como delito de incendio pero en la práctica, los chaqueos son permitidos por el gobierno debido a las «leyes incendiarias», un paquete de medidas y legislaciones aprobadas durante el gobierno de Evo Morales (2006-2019), que dan autorización al desmonte de un área de 20 hectáreas, para el desarrollo de actividades agrícolas o de ganadería, esto con la finalidad de aumentar la producción de los mismos que promueve la expansión agrícola. Aunque se decretan prohibiciones temporales que a menudo no se cumplen ni se sancionan.
El gobierno de Luis Arce Catacora, no priorizó la abrogación de estas leyes bajo la excusa de «no afectar a los productores». En años anteriores, los incendios afectaron 3,3 millones de ha en 2023, y en 2019 se registró el peor año anterior a 2024, con 5,3 millones de ha quemadas. Con el tiempo, la Chiquitania rebajó el 28% de sus precipitaciones y Santa Cruz perdió el 60% de sus fuentes de agua.
Este año en el departamento del Beni se empezó a registrar los focos de calor desde mayo con 2500, donde 1.161 familias perdieron todas sus cosechas de plátano, yuca y maíz.

## Consecuencias y daños

### Calidad del aire

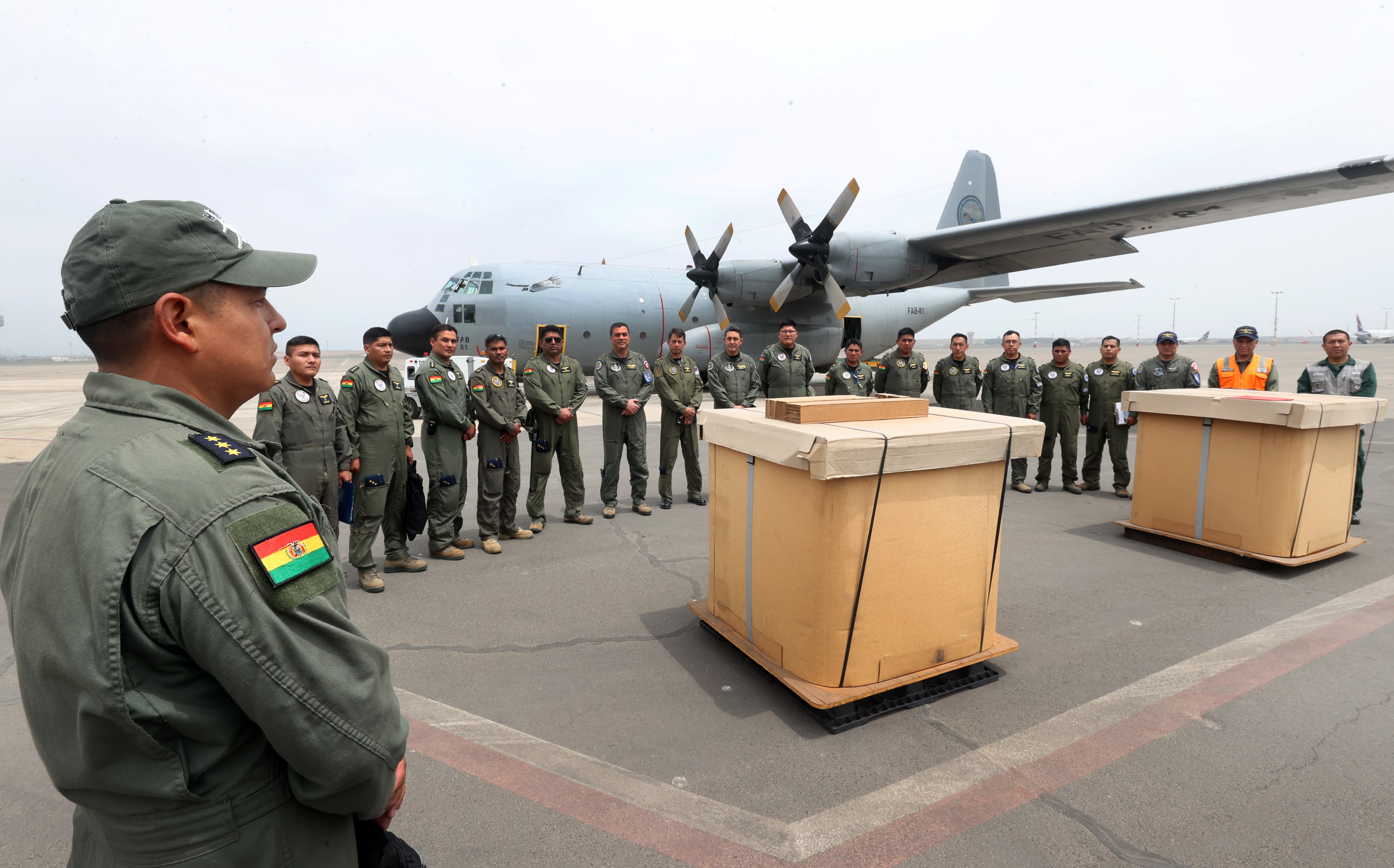
La Fuerza Aérea Boliviana recibe ayuda del Gobierno peruano contra los incendios forestales.

Varias ciudades bolivianas enfrentaron altos niveles de contaminación atmosférica debido a la ceniza y humo de los incendios que fueron llevados por vientos. Según el índice de calidad del aire, varias ciudades reportaron una calidad del aire de «muy mala» a «extremadamente mala». En el caso de la ciudad de Cobija, en el departamento de Pando, el ICA registró una calidad de aire 537, en la categoría "extremadamente malo" implicando un riesgo alto y peligroso para los habitantes de la ciudad mientras que en la Chiquitania las cenizas caen como lluvia. En la ciudad de Cochabamba según la Red de Monitoreo de la Calidad del Aire (MoniCA), se registró entre 107 a 110 μg/m³, una calidad de aire muy mala. En otra investigación, realizada por Centro de Monitoreo Climático de la Universidad Mayor de San Simón, se registró 160 μg/m³ en el aire de la ciudad, registro que triplica los 50 μg/m³ que la OMS permite y que también supera los 150 μg/m³ que la «Ley del Medio Ambiente 1333» decreta.
Ciudades como Santa Cruz de la Sierra, Sucre y Potosí reportaron calidades de aire muy malas. La ciudad de La Paz, registró un índice de 225 μg/m³ en su punto más alto, debido a esto, varias actividades académicas fueron realizadas «bajo modalidad virtual». El ministro de Educación, Omar Veliz Ramos, instruyó que Santa Cruz, Beni y Pando pasen clases virtuales, 3.000 escuelas tuvieron que cerrar a nivel nacional. Las autoridades bolivianas recomendaron a la población que se evite las actividades al aire libre, el uso de máscaras y de constante hidratación.

### Flora y fauna
Los bomberos rescataron a cuatro osos hormiguero de collar, un oso hormiguero tamandúa y lagartija silvestre. Se encontró una urina recién nacida que estuvo varios días sin su madre en etapa de lactancia. Se encontraron venados y perezosos, se atendieron 10 animales al día los momentos más críticos. Se observaron nidos de parabas azules quemadas, se teme el exilio de estas especies únicas en el país, sus gritos al huir del fuego impactan. Un equipo de Inti Wara Yassi (CIWY) encontró 5 animales quemados en el camino en una caminata de 20 a 30 metros, se encontraron tortugas, perezosos, serpientes, jochis, chanchos de monte y armadillos. Con la quema de los motacusales se perdió el alimento de los animales, además no tienen refugio, sombra o agua. Creció preocupación por los felinos grandes y pequeños que pueden acercarse a asentamientos humanos.
Los socorristas rescatan sobre todo a crías abandonadas que presentan deshidratación, desnutrición y quemaduras, cuyo principal depredador son los cazadores furtivos quienes aprovechan la vulnerabilidad de los mismos, ponen trampas, tumban los árboles donde están sus nidos o ponen comederos para atraparlos, así capturan capibaras, serpientes, osos hormigueros, lagartos, tres tucanes fueron rescatados de sus manos. Mientras alguno animales podrán volver a su hábitat muchos quedarán para siempre en los refugios.

No se cuantificó a los animales muertos pero un biólogo estima que más de 10 millones de animales murieron, de ellas 6 millones mamíferos. Para las personas que cuidan el ambiente, el daño a la fauna es irreversible. Los bomberos no pueden rescatar a la fauna porque tienen que priorizar apagar el fuego, organizaciones como Inti Wara Yassi y Alas Chiquitanas están tomando los esfuerzos.
«De cada 1,000 animales afectados por el fuego, solo uno logra ser rescatado y rehabilitado» - Ana Encinas, directora de Comunicación, Fundación Inti Wara Yassi.
El ministro de Agua y Medio Ambiente, Alan Lisperguer desplegó centros móviles que integran veterinarias móviles en San Matías, Roboré, San Antonio y Ascensión, además de enviar brigadas especializadas en el rescate de fauna silvestre.  Se donó 80 kg de alimento seco.
Ganado y animales silvestres murieron calcinados. En una comunidad menonita 570 cabezas de ganado se quedaron sin comida.
 

Cuando llueve hay peligro ya que si bien el agua captura los contaminantes como el humo, este lo lleva al suelo que está dañado con poca capacidad de absorción lo que puede provocar inundación o erosión. 

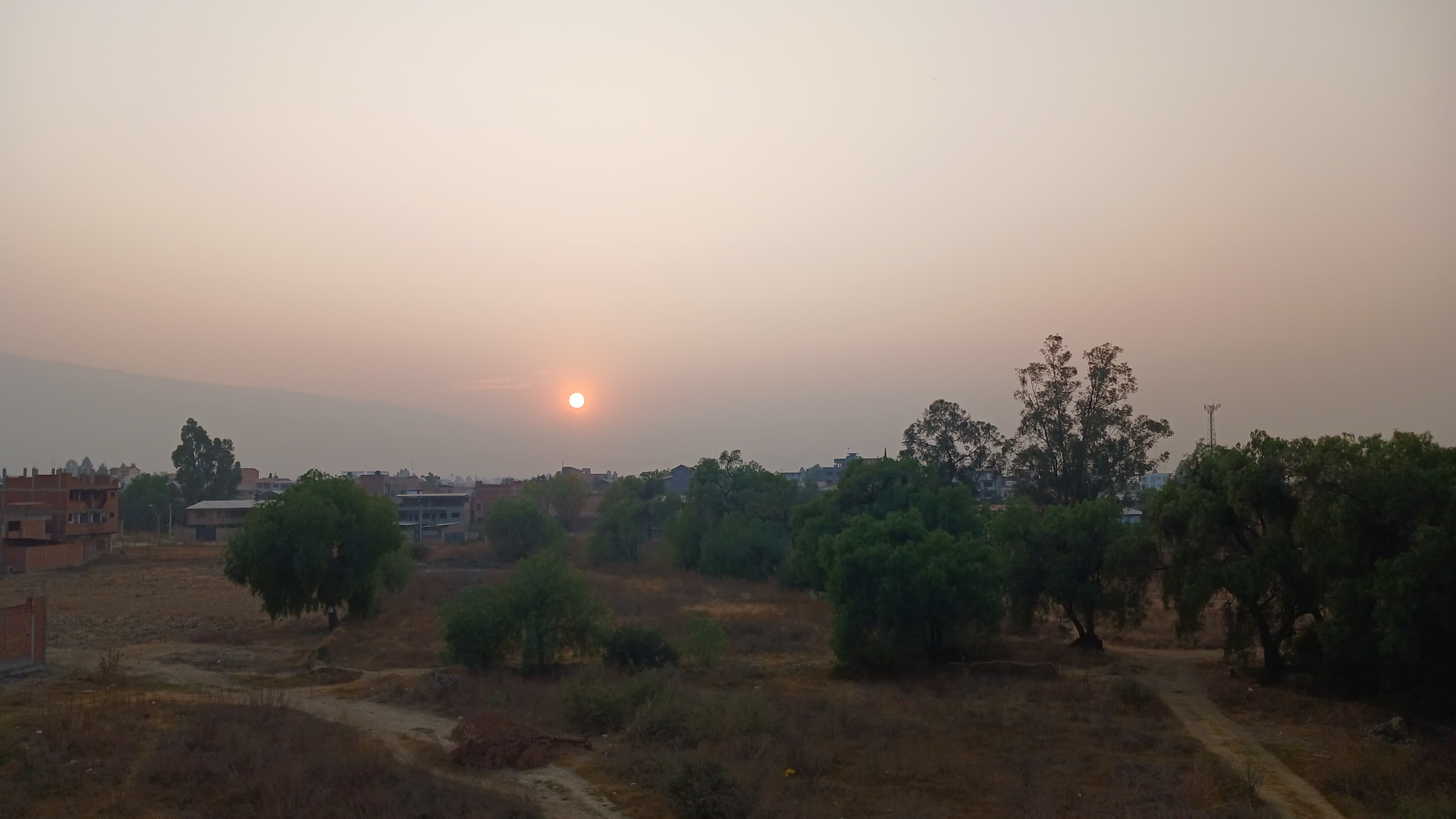
Amanecer en la Región Metropolitana Kanata durante los incendios forestales de Bolivia 2024

### Transporte

#### Avión
Por varios días el Aeropuerto Internacional Viru Viru, cerca a Santa Cruz de la Sierra tuvo que cerrar por la poca visibilidad, ya que en algunos aeropuertos se ha reducido a tan solo 100 metros. Otros aeropuertos afectados también incluyen el El Trompilo, en Santa Cruz de la Sierra Alcantarí en Sucre y los aeropuertos de Riberalta, Guayaramerín, Rurrenabaque, Trinidad y Cobija en la región amazónica. Estas suspensiones afectaron a 36 vuelos de las aerolíneas EcoJet y Boliviana de Aviación, dejando a más de 3,500 pasajeros varados.  Además otros 10 aeropuertos ubicados en Carmiri, San Ignacio de Velasco y San José de Chiquitos, entre otros, quedaron afectados.
El 7 de octubre se volvieron a suspender los vuelos en algunos aeropuertos de Bolivia, como ser Viru Viru, Teniente Jorge Henrich Arauz y Rurrenabaque.

#### Tren
Se interrumpió el paso de dos trenes de cargas en Roboré.

#### Carretera
La carretera Bioceánica se tuvo que cortar, un auto que intentó cruzar terminó calcinado. Un convoy que llevaba gasolina en Santa Cruz tuvo que detenerse. Los puentes que conectan a San Matías con Santa Cruz corrieron riesgo porque el fuego estuvo muy cerca.

### Salud
Las consecuencias de respirar humo son los dolores de cabeza, la picazón en los ojos y dificultad para respirar. Se registraron  6.053 pacientes con afecciones oftálmicas, estomacales y en la garganta.

### Turismo
El turismo en la Chiquitania quedó totalmente devastado. El centro turístico de la Amazonia Tumichucua quedó afectado.

### Impacto internacional
El Servicio Meteorológico Nacional (SMN) de Argentina emitió un informe de alerta ante la llegada del humo de los incendios forestales en Brasil y Bolivia, advirtiendo sobre posibles riesgos para la salud y la visibilidad, impulsado por los vientos del norte, se espera que el humo llegue a gran parte de Argentina el 9 de septiembre. La provincia de Misiones se preparó ante posibles complicaciones en la salud de la población. La nube de ceniza llegó a Buenos Aires.
Desde julio Paraguay mandaba alertas a Bolivia por los incendios en el Chaco, se acercó a un área silvestre protegida en Alto Paraguay, en el cerro Chovoreca, el fuego entró por el parque Otuquis, hace seis meses que no llueve en la zona y el fuego ya afectó a propiedades privadas.
Se sintió una asfixia en gran parte del continente por los incendios sucedidos en el Amazonas. Hubo lluvia negra en varios países.

## Mitigación
El 9 de julio, el viceministro de Defensa Civil reportó que el Sistema Integrado de Monitoreo de Bosques (SIMB) había registrado 1251 focos de calor, y un incendio forestal en todo el territorio boliviano, de los cuales 891 fueron registrados en el departamento de Beni, la mayoría de los focos de calor fueron causados con el comienzo del «periodo de chaqueo». El incendio que el SIMB reportó tuvo inicio en el municipio de San José de Chiquitos.
Se habilitaron dos helicópteros Z9 con Bambi Bucket para sobrevolar el área Roboré. Se incorporó una avioneta de la FAB-397 para patrullar. Se aumentó un Z9 del ejército. Uno de los helicópteros tiene capacidad de 22.740 litros, hizo 27 descargas de agua en la frontera con Brasil. Un helicóptero Súper Puma - con mayor capacidad de descarga que los Z9, sobrevoló el área de Concepción. También se incorporó una  avioneta Cessna 188 fumigadora.  Una avioneta de la Tercera Brigada Aérea ingresó a San Matías. Dos aviones Hércules llevaron contenedores biodegradables con capacidad de 1.000 litros de agua, descargaron 15.000 litros por vuelo. Con 1,8 millones de dólares se contrató un avión cisterna de Canadá, con capacidad de11.300 litros.
El municipio de San Javier de Chiquitos solicitó ayuda en julio, 20 bomberos de GEOS, 20 bomberos voluntarios y 10 brigadistas de La Paz y Cochabamba acuden en campañas de dos semanas. Enviaron 2 camiones bomberos a Roboré. 86 policías bomberos fueron enviados de La Paz para sumarse a los bomberos voluntarios y militares en la primera línea de fuego en Concepción. En esta localidad quedaron atrapadas 9 personas que intentaban sofocar el fuego en dirección a Monte Verde.
La gobernación de Santa Cruz movilizó a bomberos voluntarios, comunarios guardarparques, militares y trabajadores de propiedades privadas, quienes con máquina pesada construyeron líneas de defensa. También hay rescatistas de la Dirección de Riesgo, funcionarios municipales, el Regimiento de Infantería Warnes junto con bomberos forestales de la Gobernación, guardaparques de la misma institución y guardaparques de la Fundación Nativa. Hay bomberos voluntarios de la Central Indígena Paiconeca de San Javier con apoyo de APCOB.
Para ayudar a San Matías llegaron del Kaa Iya, de Sama, de Tariquía, del Aguarague, de Carrasco, en vehículos propios, y en  condiciones precarias ya que necesitaban dotaciones de camping y combustible para poder mover a los voluntarios y llevar agua. Las brigadas comunales son las que estuvieron en primera línea contra el fuego, son fundamentales por el apoyo que hacen a los bomberos forestales. El Regimiento de Infantería y  bomberos forestales con especialidad trabajaron más de 40 días para sofocar el fuego pero la línea de fuego se extendió. En Alto Paraguá se desistió de la lucha, reagruparon sus esfuerzos para salvar a sus comunidades, sintieron que no fueron ayudados, las personas se enfermaron por el humo, el 35% de la reserva se quemó.
Se instalaron campamentos en San Ignacio de Velasco (Parque Noel Kempff Mercado), Concepción y Guarayos El gobierno envió camiones cisterna, tanques de agua y pastillas potabilizadoras a las comunidades afectadas.
El coordinador del Centro de Operaciones de Emergencia Departamental (COED), Jhony Rojas, dijo que hay 592 personas combatiendo los incendios, los municipios indican que es muy poco.

En la zona del municipio de Magalena coadyuvó la base naval Iténez con 43 efectivos de la base, mientras que en Riberalta solo contaban con dos cisternas, el alcalde lamentó no contar con equipos. Expertos afirmaron que Beni no recibió la misma ayuda que Santa Cruz. 
"Usamos ramas y hasta pateamos el fuego" - Ciriaco Rodríguez, alcalde de Riberalta.
La alcaldesa de Cobija, Ana Luisa Reis, lamentó no tener equipamiento, ni siquiera tienen un camión cisterna.
2.992 bomberos forestales participaron con el Comando Conjunto de Respuesta ante Eventos Adversos que fue creado en 2022 para atender desastres y emergencias.
70 efectivos rescatistas del Servicio Voluntario de Búsqueda y Rescate (SAR FAB) y Servicio de Búsqueda y Rescate de la Armada Boliviana (SBRAB) por incendios en Cochabamba, por orden del ministerio de Defensa se empezaron a hacer patrullajes aéreos.
Se estima que hay 5.000 bomberos movilizados desde el principio del evento. muchos solo tienen mochilas de agua, el equipo es insuficiente.

### Geoingeniería
La Fuerza Aérea Boliviana bombardeó nubes con yoduro de plata para provocar lluvia en Concepción y Ascensión de Guarayos, con 42 disparos con 169 cartuchos, logrando entre 18 y 25 nubes.

### Legislación
El 21 de agosto se aprobó el Decreto Supremo (DS) 5203, con el objetivo de modificar el Reglamento General de la Ley Forestal, aprobado por DS 24453 del 21 de diciembre de 1996, y así incrementar las multas por quemas ilegales. Anteriormente, la multa era el equivalente a un rango de 0,05 hasta 0,20 USD por ha quemada, lo que pasó a un rango de 190 hasta 976 UFV por ha (aproximadamente de Bs 470 a Bs 2.400). De la misma manera, el 11 de septiembre se aprobó el DS 5225, que declara pausa ambiental ecológica en todo el territorio nacional de manera indefinida. Esto implica que todas las autorizaciones de quemas emitidas por la Autoridad de Fiscalización y Control Social de Bosques y Tierra (ABT) sean suspendidas y queden prohibidas cualquier emisión nueva de autorización.
Sin embargo, la Federación de Ganaderos del Beni (Fegabeni) se declaró en emergencia y exigió la abrogación del DS 5203, ya que la consideran una norma perjudicial. Así mismo, a fines de septiembre, integrantes de la Federación de Productores Agroecológicos de Yucumo (Fepay) realizaron un bloqueo en Yucumo y Rurrenabaque, en el departamento del Beni, con el pedido de que se abroguen los DS 5203 y 5225. De la misma manera, la Federación Sindical Única de Trabajadores Campesinos de Santa Cruz convocó a un bloqueo de carreteras en el departamento de Santa Cruz el 8 de octubre, con el fin de pedir la abrogación del DS 5225 de pausa ambiental.
El pasado 12 de septiembre, Cámara de Senadores abrogó dos normas consideradas parte del paquete "incendiario", la Ley 1171, de Uso Racional de Quemas, y la Ley 337 de Apoyo a la Producción de Alimentos y Restitución de Bosques. Posteriormente, el 18 de septiembre, la Cámara de Senadores abrogó la Ley 741, que permitía el desmonte de hasta 20 hectáreas para actividades agrícolas. Sin embargo, la abrogación de estas leyes aún deben ser consideradas por la Cámara de Diputados. Un diputado de la agrupación política Creemos se pronunció en rechazo de la abrogación de la Ley 1171, así como de la pausa ambiental.
Para el 10 de octubre está prevista una sesión de la Cámara de Diputados, que incluye el tratamiento de la abrogación de la Ley 741.

### Ayuda internacional
Se buscó apoyo en forma de aeronaves, bomberos, equipamiento especializado, expertos y ayuda humanitaria. para crear comandos conjuntos entre  militares bolivianos y expertos extranjeros. Brasil envió a 60 bomberos y un helicóptero para ayudar al país. Durante el fin de semana del 7-8 de septiembre, llegaron brigadistas de Brasil y se espera más apoyo de China, Chile, Paraguay y Francia. La canciller Celinda Sosa expresó satisfacción por el apoyo recibido, destacando la llegada de brigadistas con equipo especializado para combatir el fuego. Perú rechazó el apoyo aéreo porque también tienen incendios de gran magnitud, pero mandaron 150 contenedores aéreos ‘Guardian System’ con capacidad de mil litros, 14 pilotos bolivianos fueron entrenados.
La cooperación China ofreció hospitales móviles. Venezuela aportó 61 bomberos y expertos en incendios forestales. Uruguay mandó bolsas de agua. 8 expertos del Equipo de Evaluación y Asesoramiento en Incendios Forestales y 41 miembros de las Brigadas de Refuerzo en Incendios Forestales (BRIF) llegaron de Europa. Al llegar el Tanker de Canadá se organizó que los Hércules escolten al canadiense para descargar en el mismo área. Se estima el uso de 30000 litros de agua.
- Canadá: Tanker Electra 481 de Air Spray, 11.300 litros de descarga, dos pilotos y dos mecánicos
- Francia: Airbus BK117, 1.000 litros de agua.[100]
- Brasil: 60 bomberos y 1 helicóptero.

## Áreas afectadas

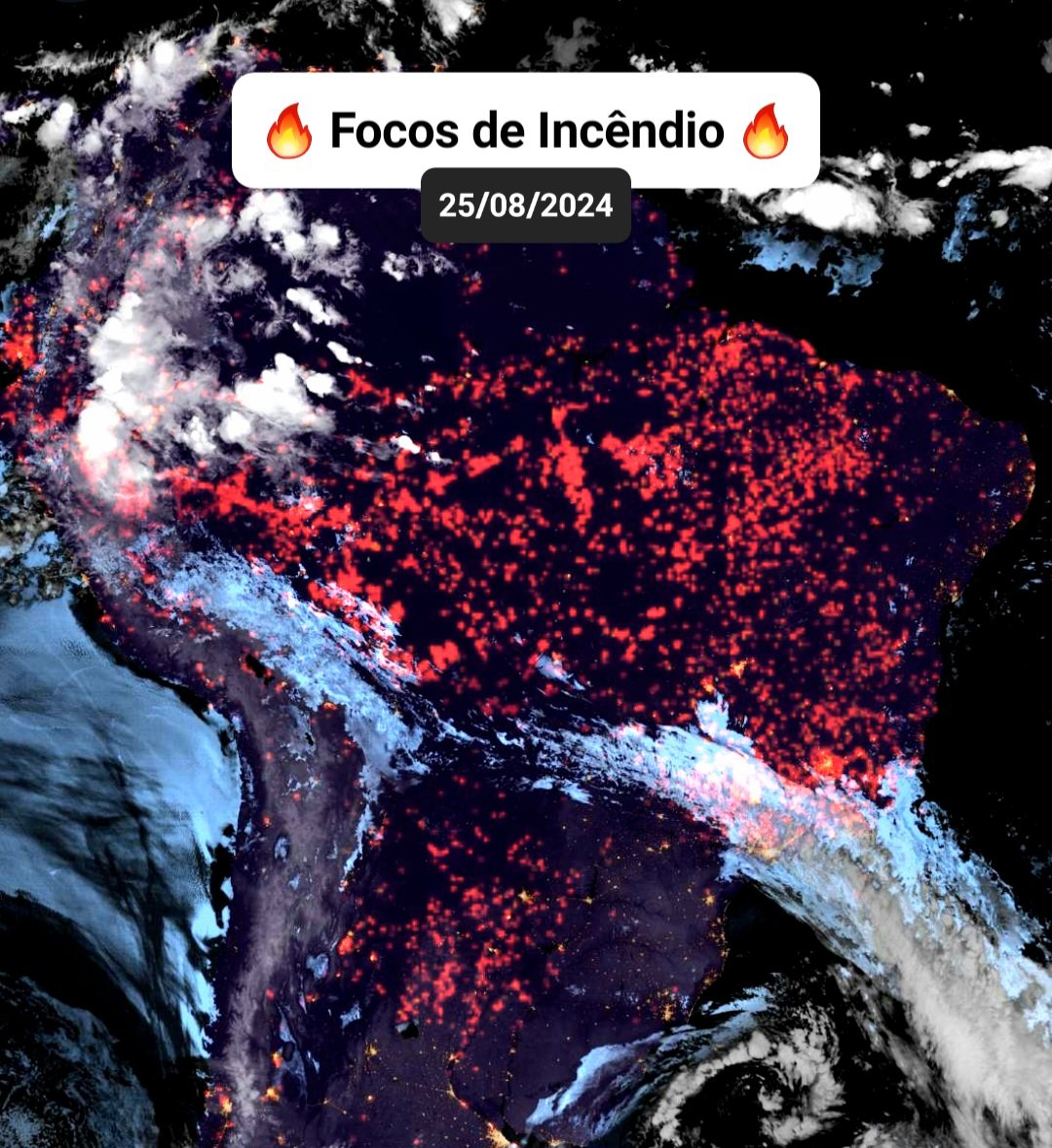
Imagen satelital de Sudamérica, donde se ven los focos de calor en el oriente y el norte de Bolivia.

### Poblaciones

#### Departamento de Santa Cruz
1. Santa Mónica
2. Las Petas[21]
3. San Matías
4. San Ignacio de Velasco
5. Exaltación
6. Concepción
7. San Miguel de Velasco
8. Roboré
9. San Lorenzo Nuevo
10. San Lorenzo Viejo
11. Naranjos
12. Chochís[101]
13. El Puente
14. San José de Chiquitos
15. Ascensión de Guarayos
16. San Javier
17. Urubichá
18. San Antonio de Lomerío[51]
19. Hacienda "El Chorro"[102]
20. Carmen Rivero Tórrez
21. Puerto Suárez[76]
22. Aguas Calientes[103]
23. Totaizales
24. Taperas[77]
25. El Siringo
26. Turux Napéz
27. Hacienda Agua Rica
28. Hacienda Matías
29. Comunidad San Antonio
30. La Mercedes[78]
31. Tres Palmas[45]
32. Colpa Bélgica
33. San Rafael
34. Nueva Esperanza
35. Comunidad de Candelaria[104]
36. Cabezas
37. Cuevo
38. San Julián
39. Cuatro Cañadas[105]
40. TCO Monte Verde[106]
41. San Vicente[9]
42. El Palmarito
43. San Rafaelito
44. El Sari
45. Monte Verde
46. Hacienda Berlín
47. Santa Ana
48. Cuyabá
49. Nueva Esperanza
50. San Juan de Chiquitos[69]
51. Vallegrande[98]
52. Bajo Paraguá[107]
53. Natividad
54. Villazón
55. Tornito
56. Carmen de Limones
57. Alta vista, Minador
58. Santa Isabel
59. Pozones[37]
60. San Miguelito[41]
61. Puerto Quijarro
62. Portachuelo[108]
63. Yapacaní[100]
64. Pampa Grande
65. Liwi Liwi
66. Rancho Chávez
67. La Ramada
68. Tembladera
69. Monte Alto
70. Mairana[109]

#### Departamento del Beni
1. Magdalena[9]
2. La Orquilla
3. Riberalta[110]
4. Huacaraje
5. Baures
6. San Andrés
7. Reyes[108]
8. Exaltación[111]

#### Departamento de Pando
1. Cobija[23]
2. Filadelfia.

#### Departamento de Cochabamba
1. Cercado
2. Sacaba[112]
3. Pocona
4. Mizque[85]

#### Departamento de Tarija
1. San Pedro de Sola[113]

### Áreas protegidas
1. Área natural de manejo integrado San Matías
2. Reserva nacional de vida silvestre Amazónica Manuripi-Heath
3. Parque nacional Noel Kempff Mercado[12]
4. Parque nacional y área natural de manejo integrado Otuquis
5. Parque nacional y área natural de manejo integrado Kaa Iya del Gran Chaco
6. Unidad de Conservación del Patrimonio Natural
7. Refugio de Vida Silvestre Departamental Tucabaca
8. Reserva Municipal de Vida Silvestre Valle de Tucabaca
9. Reserva Ecológica de Vida Silvestre Municipal Laguna Sucuará
10. Reserva Municipal de San Rafael
11. Área de conservación e importancia ecológica Ñembi Guasu[114]
12. El Área Natural de Manejo Integrado Municipal Laguna Marfil[115]
13. Área protegida El Bajío[3]
14. Área protegida municipal Bajo Paraguá[116]
15. Parque Ambue Ari[117]

## Manifestaciones y protestas
En Ascensión de Guarayos, la población realizó una procesión religiosa y rezó de rodillas pidiendo lluvia para detener los incendios.
El jueves 22 de agosto, una estudiante de 9 años rescató una bandera boliviana de la unidad educativa Cañón de Fátima que tuvo que ser evacuada, fue comparada con Genoveva Ríos.
Se registraron marchas de protesta en Santa Cruz de la Sierra y La Paz, en este último hubo represión policial.
El 24 de septiembre de 2024, los habitantes de Concepción, en la Chiquitania, se manifestaron indignados por la falta de apoyo de las autoridades para controlar los incendios. Diversos sectores, como juntas de vecinos, comunidades indígenas y comerciantes, participaron en esta manifestación, que fue la segunda en pocos días, demandando ayuda urgente.

## Cronología

### Julio
Desde el 20 de junio se registraron incendios y focos de calor en el municipio de Roboré, en la Chiquitania. El 3 de julio, el Servicio Nacional de Meteorología e Hidrología emitió una Alerta Naranja para cuatro departamentos, significa que el mal manejo del fuego puede escalara a incendios forestales. El primer municipio en declarar estado de desastre fue el municipio de Roboré, en el departamento de Santa Cruz. se declaró en "Desastre municipal". Después de 300.000 ha quemadas, el 23 de julio, la gobernación del departamento de Santa Cruz declaró emergencia departamental, mediante el decreto departamental 458. El 25 fue el turno de San Ramón, y luego el 29, San Ignacio de Velasco con la ley Municipal N.º 09/2024. El presidente del Comité de Gestión de Tucabaca, Rubén Darío Ortiz, alerta que el fuego puede convertirse de sexta generación. La Coordinadora Nacional en Defensa de Territorios Indígenas Originarios Campesinos y Áreas Protegidas (CONTIOCAP) emitió un fuerte comunicado alertando la gravedad y falta de respuesta. 
"El gobierno parece que vive en un universo paralelo" - Rubén Darío Ortiz, presidente del Comité de Gestión de Tucabaca
 En el departamento de Cochabamba también hubo incendios en Wara Wara, provincia de Cercado y en Larati, en la provincia del Chapare. En uno de los puntos a 14 km del Tunari, a 40 minutos de la ciudad de Cochabamba, se perdió bosque que afecta directamente a la ciudad.
A mediados de mes la Autoridad de Fiscalización y Control Social de Bosques y Tierra (ABT) lanzó la resolución administrativa 096/2024 en el que dice que se tomarán medidas estrictas y habrá consecuencias legales, también que en Santa Cruz se prohíben las quemas desde julio hasta noviembre. A las autoridades les preocupa que se genere zozobra en redes sociales respecto a los incendios.
El viceministro de Defensa Civil, Juan Carlos Calvimontes a fin de mes dice que la afectación grave es en la biodiversidad pero no en las comunidades. La Defensoría del Pueblo instó al gobierno a mejorar su trabajo sofocando los incendios, ya que se violan los derechos de la Madre Tierra y se niega el derecho a vivir en un ambiente saludable de la ciudadanía. A fin de mes se conformó una mesa entre la Gobernación, la Asamblea Legislativa Departamental, la Fiscalía Departamental, la Policía Boliviana y la ABT, convocaron a instituciones privadas a coadyuven en las labores.

### Agosto
A partir del 1 de agosto, en el departamento de Santa Cruz, las quemas se prohibieron mediante la resolución administrativa 096/2024, incluyendo las TIOC, propiedades privadas y áreas rurales. Hay amenaza de que propiedades ganaderas se quemen. Lo incendiado en el departamento de Santa Cruz equivale a la superficie de El Salvador. La senadora Cecilia Requena indicó que hay quemas con fines especulativos ya que la tierra deforestada tiene mayor valor que la que tiene biodiversidad. La población empieza a sentir los efectos tóxicos del fuego y el humo. Cada vez hay más campañas para donaciones de dinero, comida, medicamentos y equipamiento.
Calvimontes advierte que hacia octubre se puede complicar, afirmó que es la época en que los productores queman para iniciar su siembra, que sirve para renovar el pasto, estas quemas no son naturales de la Amazonía, son hechas por el humano y son peligrosas. Por la zona de Concepción se empezó a evacuar a la gente. Reportan baja visibilidad por la intensa humareda, las intensas llamas en esa zona eran combatidas por un solo helicóptero con un cubo. Los pobladores que viven de la agricultura fueron evacuados con mucha incertidumbre y se generó una gran sensación de peligro por los incendios porque además se ponen en riesto lugares culturales de mucho valor como las iglesias jesuíticas. El nivel de aire es “dañino para los grupos vulnerables” con 148. Las autoridades advierten a personas con enfermedades de base,como el asma, o cualquier tipo de enfermedad cardiopulmonar eviten salir. Se recomienda el uso de barbijos y mucha hidratación, consecuencias de salud pueden ser graves.
La comunidad de La Candelaria estuvo quemándose más de 50 días. Mientras tanto en Corumbá, Brasil, se llevó a cabo una reunión con Brasil para hacer una alianza global con Francia, China, Chile, Perú, ya que esta problemática no puede ser abordada de manera aislada. San Matías que está en la frontera con Brasil tiene líneas de fuego de 50 km, a su vez el parque Noel Kempff tiene dos frentes de fuego, Oswaldo Maillard, director del Observatorio Bosque Seco Chiquitano afirmó que era humanamente imposible luchar con esa magnitud y que se siente como los incendios de 2019. En San Matias se registraron familias afectadas por el fuego.
La Autoridad de Fiscalización y Control Social de Bosques y Tierra (ABT)  afirmó que hay 50 procesos penales y 235 citaciones administrativas. La mitad de los daños se encuentra en Santa Cruz. En ese departamento se presentaron bloqueos, se pidió que se deje pasar de equipos de emergencia. El incendio en San Matias se convierte en uno de quinta generación.

### Septiembre
El 3 de septiembre desde el Earth Polychromatic Imaging Camera EPIC, de la NASA en el satélite DSCOVR (Deep Space Climate Observatory) se pudo fotografiar el humo que hay en Bolivia. El Gobierno decretó emergencia nacional, que se pedía para que se facilite la gestión de ayuda internacional. El humo llegó incluso a La Paz, donde el 5 de septiembre se marcó un récord histórico de mala calidad de aire con un índice de 225. Algunas regiones superaron los 400 puntos en el ICA.
El Presidente Luis Arce Catacora, afirmó que no claudicará ni dejará a nadie atrás. El 7 de septiembre se emitió alerta sanitaria nacional, se registraron 6.662 atenciones principalmente en Santa Cruz, Beni, Pando y La Paz. Se pidió a la gente tomar por lo menos dos litros de agua al día y evitar actividades al aire libre.  Ese mismo día el presidente del Senado, Andrónico Rodríguez, pidió que de no haber capacidad estatal se declare emergencia y desastre nacional.
En Santa Cruz, las comunidades de Santa Mónica y Palestina fueron evacuados niños, mujeres y personas mayores hacia Concepción  debido al humo que no deja ver a 100 metros de distancia. Las enfermedades respiratorias se incrementan. En la comunidad Las Petas, municipio de San Matías, un incendio destruyó seis viviendas. Los insumos médicos y materiales para combatir el fuego es lo que más necesitan. Se afectó a más de 703 familias y 21 viviendas terminaron quemadas. El alcalde de San Miguel de Velasco, Pedro Damián Dorado, viajó a La Paz para pedir que se declare situación de desastre. Se enviaron 26 toneladas de asistencia humanitaria y 13 toneladas de donaciones. a través del COED además de 64 vehículos hacia los municipios afectados. Los recursos son insuficientes, no se puede dar comida a las brigadas que llegan de otras ciudades.
Para el 12 de septiembre se decreta pausa ambiental, el presidente con 17 ministros se instalan en Santa Cruz, se acordó que las tierras fiscales quemadas tendrán por lo menos 5 años de no disponibilidad, se habló de un plan nacional de repoblamiento de fauna y flora en áreas protegidas y tierras fiscales y endurecimiento de penas de 5 a 12 años. María Nela Prada, ministra de la Presidencia, informó que los incendios disminuyeron, la Gobernación de Santa Cruz aclaró que no disminuyó, sino que se fusionaron, haciendo más difícil la labor de los bomberos. Se registraron 10 complejos de incendios forestales activos con tamaño de 20 a 30 kilómetros. Los bomberos están agotados.
Dos de las leyes que amparan las quemas y desmontes forestales fueron sancionadas en medio del desastre, la sociedad exige su abrogación. Ya se quemó el tamaño de Suiza. En Santa Cruz la calidad del aire superó los 400, convirtiéndola en peligrosa para la población. En Cochabamba y La Paz se suspendieron las clases por la categoría de aire de muy mala calidad. El gobierno ofrece “incentivos financieros” para que los productores  trabajen de manera sostenible aunque no se explicó más detalles, mientras que Las Petas se incendia y una comunidad en Concepción reclama que antes recibian ayuda ahora quedaron abandonados. Los mayores son los más afectados y los escolares dejan los libros por ir a sofocar incendios.
El fuego se reactivó en la zona de Mairana. La diputada Luisa Nayar denunció quemas cerca del Aeropuerto Internacional Viru Viru. después de cinco días despejados la humareda vuelve y en Ascensión de Guarayos regresan a las clases virtuales. El 30 de septiembre el gobierno de Bolivia decretó desastre nacional, a causa del impacto por los incendios forestales.

## Responsabilidades
La diputada María René Álvarez (Creemos) acusó al gobierno central de solo usar los recursos en propaganda en vez de coordinar entre todos los niveles del Estado para sofocar el fuego. Acusó a los avasalladores, que son personas que toman tierras para luego sembrar y comercializar, como los principales responsables del fuego. También apuntó a la institucionalización de las quemas con la resolución administrativa 096/2024, ya que supuestamente deben ser controladas pero nunca lo son y luego la Autorida de Fiscalización y Control Social de Bosques y Tierra (ABT) no se hace cargo.
Sin embargo, no solo se acusa al gobierno y a los avasalladores sino también la industria agropecuaria. La ampliación de la frontera agrícola se vive sobre todo en el departamento de Santa Cruz donde los cultivos en su mayoría son caña de azúcar y soya, que son comercializados con China. Mientras se recomienda que las haciendas ganaderas no superen las 8 millones de ha, en Bolivia existen 13 millones. La polarización política creció ya que unos apuntan a las legislaciones y a los avasalladores, y otros a la agroindustria quienes se ven beneficiados por el impulso del gobierno de la producción de biodiésel y etanol ante la crisis energética que existe.
El 44,9% de las quemas hasta septiembre ocurrieron en tierras empresariales, que responde al 16% de toda la tierra en Bolivia. Las denuncias de incendios ante la ABT por parte de empresarios privados son menos de 500, el total de los predios afectados son 50 mil, eso indica que no son terceros malintencionados que provocan el fuego, porque el porcentaje de desmonte en 2022 fue de 1,5% de lo quemado, no se trata de tierra productiva. El investigador Stasiek Czaplicki cuestiona ¿para qué se queman esos bosques? Advierte también que los incendios sirven para amedrentar a las comunidades indígenas, y que las actividades extractivas del país están financiadas por los impuestos de la ciudadanía y no por los empresarios privados, monto que asciende a 2.500 millones de dólares y favorece en particular a los sectores de la soy, azúcar y ganadería con políticas avaladas antes por Evo Morales y Jeanine Añez.
Para el gobierno, el 90% los incendios se produjeron por chaqueos de los campesinos y agricultores. Sin embargo existe presión por el nuevo Plan de Uso de Suelo (PLUS),  por ejemplo a lo largo del río Mamoré.
Se cuestiónó porqué la ABT solo multa con 2 a 15 bolivianos por hectárea quemada (de 0,20 a 2,10 dólares), sacaron una nueva legislación que indica que la multa pasa a 190 UFVS (479 bolivianos), que podría ser el doble si se detecta resistencia o reincidencia.

Guardaparques denunciaron que cuando los fuegos empezaban ellos advirtieron a las autoridades pero nadie les hizo caso, sabían que si crecía no iban a poder controlarlo. El fuego se dirigió a la zona de La Gaiba, una zona boscosa que no era pampa, donde no tuvieron forma de ingresar. Expertos en el tema declaran que no se mostró de manera real la situación crítica que se vivió y que la gente debería tener empatía y no solo esperar a que el humo llegue a la ciudad para reaccionar. Desde Alas Chiquitanas cuestionaron al Servicio Nacional de Áreas Protegidas (Sernap).
"Se cansaron de pedir auxilio" - Daniela Justiniano, coordinada de Alas Chiquitanas.
Activistas, indígenas y opositores reclaman por la abrogación de "leyes incendiarias", “la naturaleza es nuestro hogar”, “Bolivia no puede respirar”, son algunos carteles que muestran en las marchas. Subieron los pedidos de declaratoria de emergencia nacional cuando el humo de los incendios llegó a casi todas las ciudades. La senadora Cecilia Requena habló de deforestación y el uso masivo e irresponsable del fuego por parte de  grandes poderes e intereses.
La Defensoría del Pueblo presentó una “acción popular” contra tres ministros, tres gobernadores y doce alcaldes por falta de acción ante los incendios.

## Controversias
El festival Respira en su cuarta versión se llevó a cabo un día en el que la calidad de aire era muy mala en muchas ciudades de Bolivia. El festival de moda que pretende dar un mensaje de consciencia ambiental, fue calificado de greenwashing por ser un derroche de dinero cuando se necesitan todos los recursos posibles para luchar contra el fuego. La actriz Carla Ortiz se adjudicó el logro de la declaratoria de emergencia nacional por lo que fue muy criticada.
Hilary Layme, tiktoker boliviana con 1,7 millones de seguidores tuvo comentarios insensibles sobre apoyar a los incendios aludiendo a que ella no tiene dinero ni para su familia, por lo que generó polémica y perdió seguidores. Mientras que tiktokers como Albertina Sacaca, Hilmer Torres el Ken boliviano y María René Áñez apoyaron a la causa.